# Antonie Maurer
Antonie Maurer (* 8. Juni 1895 in Friedberg (Hessen); † 2. April 1945 im KZ Uckermark) war eine deutsche Kommunistin und Häftling im KZ Ravensbrück und KZ Uckermark.

## Leben
Antonie Maurer kam als Tochter von August Neuhof (* 21. September 1853 in Friedberg/Hessen) und Helene Neuhof (* 24. Januar 1860 in Ober-Mockstadt als Helene Siesel) zur Welt. Nach einer Ausbildung zur Damenschneiderin und Ablegung der Meisterprüfung führte sie mit bis zu 17 Angestellten erfolgreich eine „Feine Damenschneiderei“ im Friedberger Haingraben 14. Bis zum Jahr 1933 ließen die besseren Damen der Friedberger Gesellschaft dort gehobene Kleidungsstücke anfertigen.
1930 heiratete Antonie Neuhof, die von allen Toni genannt wurde, den Friedberger Kommunisten Edgar Maurer (geboren am 21. März 1896 in Offenbach). Als Mitglied der Kommunistischen Partei Deutschlands (KPD) wurde er am 21. März 1932 Friedberger Stadtrat. Er saß nach der Machtübernahme der Nationalsozialisten von Juni bis November 1933 in sogenannter „Schutzhaft“ im Polizeigefängnis Friedberg ein. Zuvor war schon Antonies Schwester Auguste Mönch (* 21. September 1893 in Friedberg/Hessen) Mitte März 1933 für drei Wochen in Schutzhaft genommen worden. Als deren Ehemann, Gustav Mönch (* 13. Juni 1890 in Tromborn/Lothringen), von seiner bevorstehenden Verhaftung erfuhr, floh die Familie Mönch nach Saarbrücken.
Als Tochter jüdischer Eltern war auch Antonie Maurer den NS-Repressalien ausgesetzt. Durch den erzwungenen Umzug in ein kleines Haus in der Usagasse 18 und den Verlust christlicher Kundinnen kam es zum wirtschaftlichen Niedergang der einstmals florierenden Damenschneiderei. Während der Novemberpogrome 1938 verwüsteten Nazis die Wohnung der Maurers. 1942 starb ihre Mutter, Helene Neuhof, nach der Deportation im Alter von 82 Jahren im Ghetto Theresienstadt. Dort starben auch Antonies Schwester Rosa (* 9. August 1883 in Friedberg/Hessen) und deren Ehemann Leo Metzger. Antonie Maurer entging 1942 der Deportation, weil sie mit einem „Arier“ verheiratet war. Im November 1943 wurde ihr Bruder Karl Neuhof im KZ Sachsenhausen ohne Urteil erschossen.
1944 wurden Antonie und Edgar Maurer im Zuge der reichsweiten Aktion Gitter inhaftiert. Der Reichsführer SS Heinrich Himmler hatte befohlen, in den frühen Morgenstunden des 22. August 1944 alle früheren Reichs- und Landtagsabgeordneten sowie Stadtverordneten der KPD und SPD im Deutschen Reich in Schutzhaft zu nehmen und sie umgehend in das nächstgelegene Konzentrationslager einzuweisen. Antonie Maurer wurde zunächst ins Gefängnis nach Butzbach und von dort ins KZ Ravensbrück gebracht. Als die Ostfront immer näher rückte, wurde Antonie Maurer von dort in das unmittelbar angrenzende KZ Uckermark verlegt. In diesem Konzentrationslager wurde Antonie Maurer wenige Wochen vor dem Ende des Zweiten Weltkriegs erschossen.

## Ehrungen
Zu Ehren von Antonie Maurer wurde in Friedberg-Fauerbach (Hessen) eine Straße benannt. Zudem wurde das Wohnheim „Antonie-Maurer-Haus“ in Schramberg nach ihr benannt.